# Imposta sul bestiame
L'imposta sul bestiame era un tributo comunale abrogato con la riforma tributaria del 1974.

## Storia
L'imposta ha origine dalla legge 26 luglio 1868, n. 4513, con cui si delegavano le singole province a deliberare dei singoli regolamenti in merito all'applicazione del tributo, dettando alcune norme fondamentali come il pagamento per singoli capi, l'esenzione del bestiame di passaggio e delle bestie da tiro, da soma e da sella.
Nel 1922 il regio decreto legge n. 1388 del 23 ottobre diede la possibilità ai comuni di cambiare il metodo di determinazione dell'imposta da una tariffa fissa per capo ad un'aliquota percentuale sul valore del bestiame. Nel 1929, secondo i dati presi in considerazione dalla commissione per la riforma della finanza locale, l'imposta sul bestiame era applicata in 7497 degli 8288 comuni del Regno, con un'entrata generale di 210 milioni di lire oltre 5 milioni per la tassa speciale sulle bestie da tiro, da sella e da soma. Dei comuni che applicavano la tassa circa i due terzi utilizzarono la tariffa a capo per la determinazione dell'imposta.

## Determinazione dell'Imposta
L'imposta, riformulata nel  Testo unico 14 settembre 1931 n. 1175, era ragguagliata al valore del singolo capo con una aliquota percentuale secondo il seguente schema:
| Cavalli, muli ed asini appartenenti ad aziende agricole, animali bovini, bufalini, caprini | Cavalli, muli ed asini non appartenenti ad aziende agricole, animali pecorini e suini |
| 1% del valore                                                                              | 2% del valore                                                                         |

## Esenzioni e riduzioni
Erano esenti dal tributo:
1. gli animali lattanti finché non potevano essere destinati all'uso per cui destinati, né costituire materia di industria e commercio;
2. quelli che rimanevano nel territorio comunale per meno di quindici giorni;
3. i cavalli ed i muli in servizio al Regio esercito, agli altri Corpi armati dello Stato, alla Province ed ai Comuni.